# المنشية (صفد)
المنشية (صفد)، قرية فلسطينية مهجرة تبعد 30 كيلومتر شمال شرق مدينة صفد. هجر سكانها ودمرت على يد القوات الصهيوينة خلال النكبة عام 1948.

## الموقع
تقع القرية على بعد 30 كم شمال شرقي صفد كانت القرية مبنية على أرض غير مستوية تنحدر برفق نحو الجنوب. وكانت تقع في الطرف الشمالي لسهل الحولة قريباً من طريق تمتد بين الخالصة و بلدة بانياس السورية. وكان الموقع الأثري المعروف بتل البطيخة يقع على بعد 800 م إلى الغرب من القرية، وكانت كبيرة من الشظايا الفخارية المتناثرة على أراضيها تشير إلى عراقتها في القدم وقد صنفت المنشية مزرعة في (معجم فلسطين الجغرافي المفهرس) الذي وضع أيام الانتداب البريطاني.

## إحتلال القرية وتطهيرها عرقيا
سقطت المنشية كغيرها من قرى قضاء صفد، جراء حملة الحرب النفسية والهجمات العسكرية المباشرة التي شنت في سياق ما يسمى في الرواية الإسرائيلية  بعملية يفتاح. على يد الكتيبة الأولى للبلماح/القوة الضاربة. وقد نزح سكانها في 24 أيار 1948 قبل نهاية العملية مباشرة.

## التعداد السكاني
في عام1931 بلغ عدد السكان 72 نسمة، وعام 1948 بلغ عدد السكان 140 نسمة، وعام 1998 يقدر عدد اللاجئين 862 نسمة.

## القرية اليوم
لم يتبقى من معالم القرية أثر، وقد غلب العشب وبعض أشجار الكينا على موقعها. أما الأراضي المحيطة فيستغلها سكان مستعمرتي بيت هيلل وهغوشريم في زراعة القطن. مستوطنة بيت هيلل أنشئت في عام 1940. على بعد نحو كيلومتر إلى الجنوب من المنشية على أراض تابعة لقرية الزوق التحتاني المجاورة. كما أسست مستعمرة هغوشريم في عام 1948، على بعد نحو كيلومترين إلى الشرق ليس على أراضي القرية.

## وصلات خارجية
- المنشية ترحب بكم